# Burgberg (Erlangen)

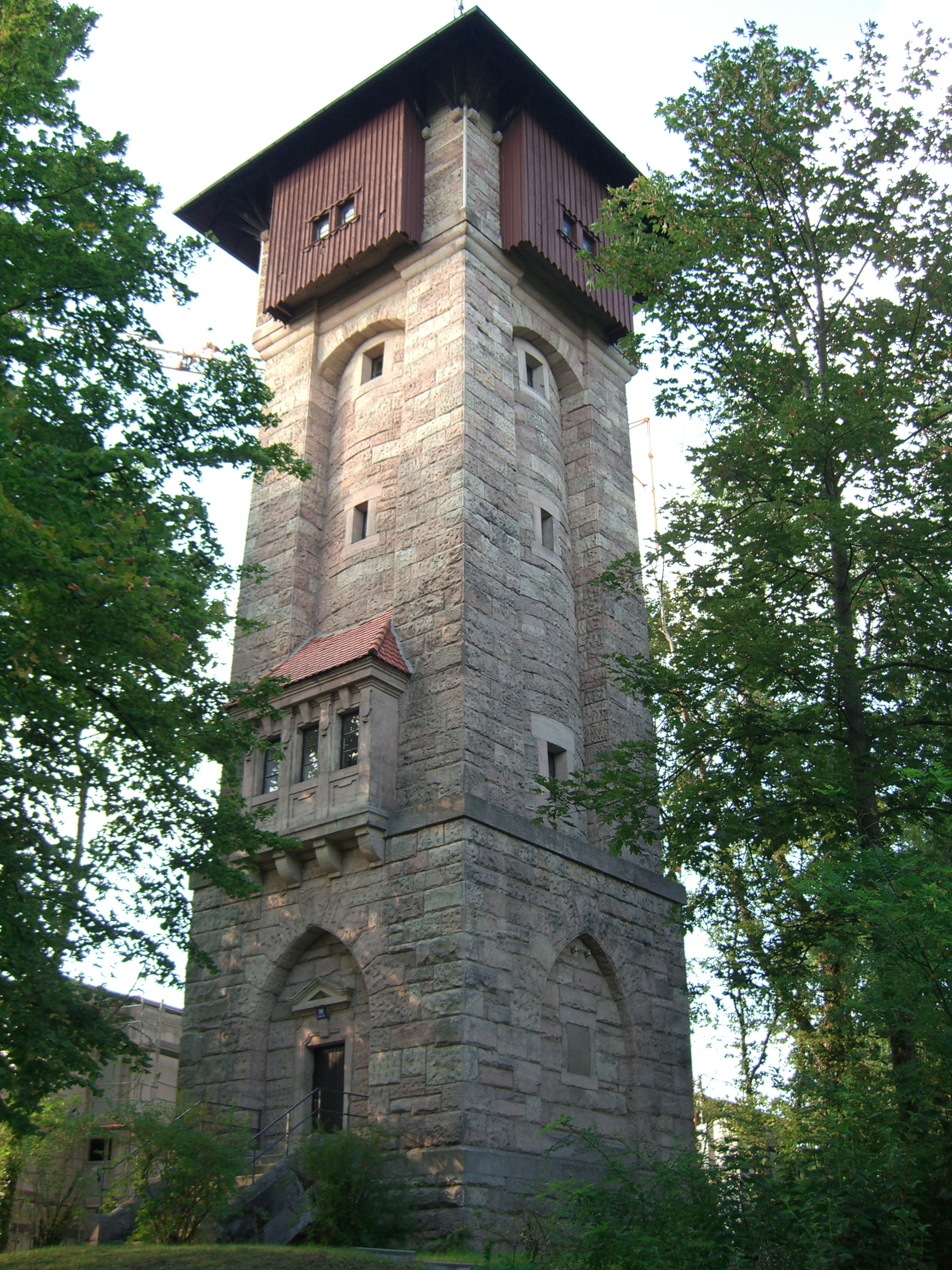
Der Wasserturm, ein weithin sichtbares Wahrzeichen des Burgbergs, September 2006

Der Burgberg ist ein Bergrücken im Norden Erlangens. Nach ihm ist auch einer der 40 statistischen Bezirke der Stadt benannt.
Der Burgberg selbst erstreckt sich zusammen mit dem nördlich liegenden Höhenzug des Rathsbergs von der Regnitz ca. 1500 m in östlicher Richtung. Mit einer Höhe von 332 m überragt er das Niveau der Kernstadt um etwa 50 Meter, wird aber vom Rathsberg mit einer Höhe von 390 m übertroffen. Eine dem Berg seinen Namen gebende Burg konnte weder urkundlich noch archäologisch ermittelt werden. Wegen der günstigen klimatischen Bedingungen des Südhangs ist dort seit dem 15. Jahrhundert Obst- und Weinanbau belegt. Erst im 19. Jahrhundert wurde der Burgberg bebaut, damals vor allem mit Villen der Erlanger Professoren.
Mit der Erlanger Bergkirchweih findet am Burgberg jährlich um Pfingsten eines der größten Volksfeste Bayerns statt.

## Geologie
Der Burgberg baut sich aus mehreren Schichten des Oberen Burgsandsteins auf, die durch Lettenhorizonte voneinander getrennt sind. Diese geologische Gegebenheit war von großer praktischer Bedeutung für Erlangen. Man darf annehmen, dass seit dem hohen Mittelalter, als man dazu überging, Steine für den Hausbau zu verwenden, am Burgberg Quader gebrochen wurden. Der früheste Hinweis dafür hat sich aus dem Jahr 1619 erhalten. Für den Bau der Neustadt „Christian-Erlang“ (ab 1686) und den Wiederaufbau der Altstadt nach dem großen Stadtbrand (ab 1706) sind hauptsächlich Steine vom Burgberg verwendet worden. Einen letzten Aufschwung erfuhr die Steingewinnung am Burgberg ab Mitte des 19. Jahrhunderts, als zahlreiche Universitätsgebäude neu gebaut wurden und die Stadt sich im Zuge der Gründerjahre ausweitete. Anfang des 20. Jahrhunderts endete die Steinausbeute. Heute lassen sich noch 31 Steinbrüche nachweisen. Vor allem im Westteil des Berges sind einige deutlich zu erkennen.

## Die Felsenkeller der Erlanger Brauereien

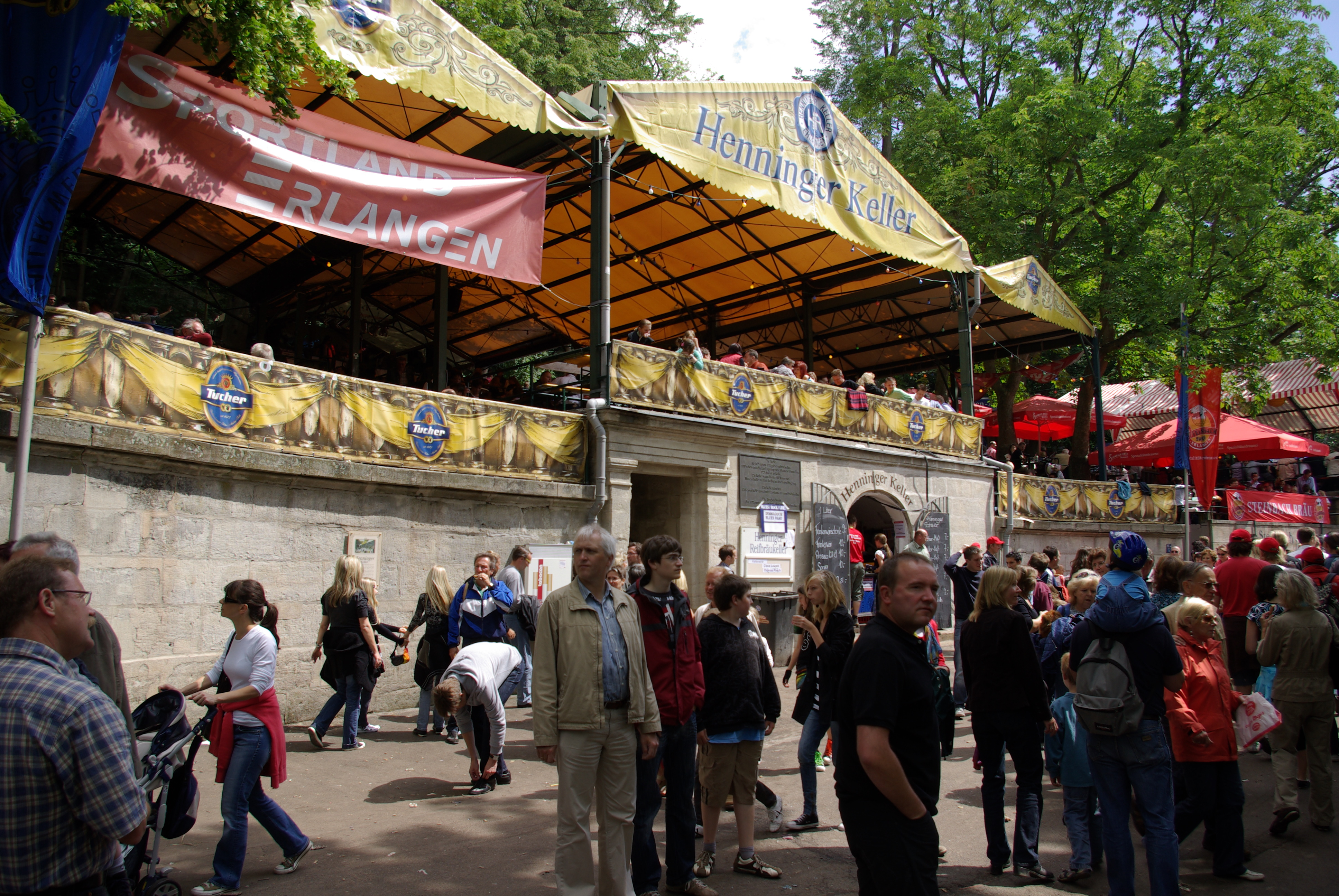
Der Henninger Keller während der Erlanger Bergkirchweih, 2009

Eine weitere Bedeutung für die Stadt gewann der Burgberg, als in den letzten Jahrzehnten des 17. Jahrhunderts die Erlanger Brauer begannen, an seiner Südseite Felsenkeller in den Berg zu treiben. Im Laufe der nächsten 150 Jahre entstanden 16 Felsenkeller, die noch heute ein Labyrinth von mehr als 21 km Länge bilden. Der Henninger-Keller führt 861 Meter durch den gesamten Berg bis zur Nordseite. In diesen Kellern herrschen optimale Bedingungen für die ganzjährige Lagerung des früher nur im Winter gebrauten Bieres. Dieses Kellersystem ermöglichte den Erlanger Brauern, das ganze Jahr frisches Bier zu liefern, wodurch vor allem im 19. Jahrhundert Erlangen zu einer der führenden Bierexportstädte Deutschlands aufstieg. Erst mit Erfindung der Kältemaschine durch Linde verloren die Erlanger Brauer diesen Vorteil. Dies führte zum Niedergang der Erlanger Brauindustrie. Einzelne Keller wurden Mitte des 20. Jahrhunderts noch zur Champignon-Zucht verwendet. Als Bierlager haben sie ausgedient.
1729 errichtete die Erlanger Schützenkompanie am Südhang das Altstädter Schießhaus. Im Jahr 1755 beschloss der Magistrat der Erlanger Altstadt, den traditionellen Pfingstmarkt an die Keller auf dem Burgberg zu verlegen. Dieser Brauch wurde fortan beibehalten. Der Markt entwickelte sich zur Erlanger Bergkirchweih, heute eines der größten bayerischen Volksfeste.
Am Südwesthang bestand außerdem von 1856 bis 1876 die Gastwirtschaft Zum Burgkeller, die 1936 bei der Verlegung der Reichsstraße 4, nach dem Krieg die Bundesstraße 4 (B 4), abgebrochen wurde. Weiter unterhalb lag das Gasthaus Zur Windmühle, dessen Gebäude heute als Wohnhaus dient und direkt an der Bundesautobahn 73 (A 73) liegt.
Von etwa 1952 bis 1972 befand sich am südöstlichen Ende des Pfaffwegs das Burgberg-Café mit gutem Blick über Erlangen, danach bis 1982 erst ein türkisches, dann ein kroatisches Lokal. Von 1984 bis 2019 hatte der Bund Naturschutz dort seine Geschäftsstelle, bis es durch den Eigentümer, die Stadt Erlangen, an private Wohnnutzer verkauft wurde.

## Erholungsort und Villenviertel der Erlanger Gesellschaft

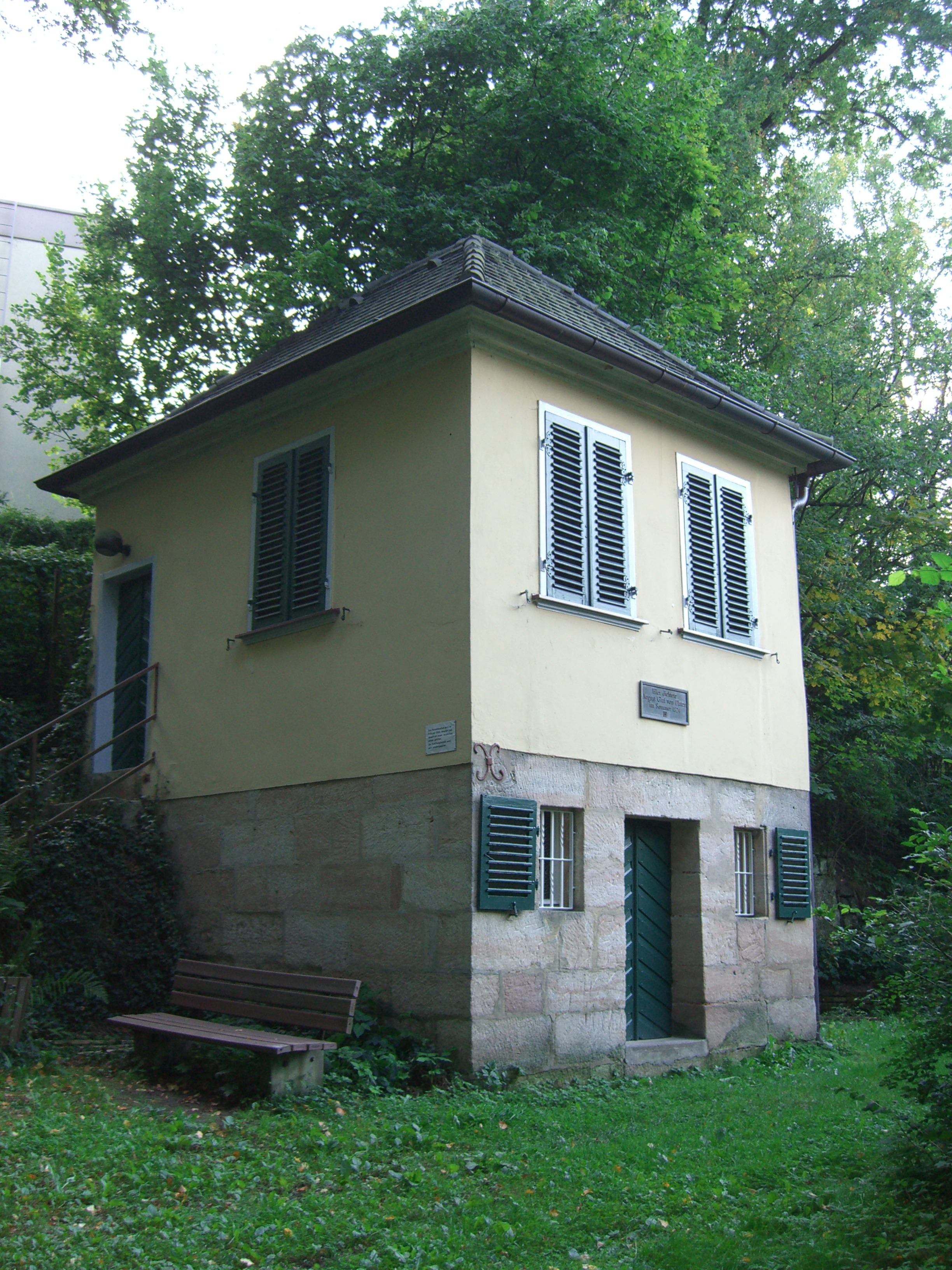
Das Platenhäuschen, September 2006

Neben der Bergkirchweih, dem Altstädter Schießhaus und den Bierkellern entstanden auf dem Burgberg im 18. und 19. Jahrhundert weitere beliebte Ausflugsziele, die sich zu Treffpunkten der Erlanger Gesellschaft entwickelten. Professoren und Honoratioren der Stadt errichteten in ihren dortigen, teilweise mit Brunnen und Treppenanlagen gestalteten Gärten kleine Gartenhäuschen, wie das zweistöckige Platenhäuschen an der Nordseite des Burgbergs. Es wurde vom Schriftsteller August Graf von Platen während seiner Erlanger Studienzeit in den Sommermonaten bewohnt. 1825 schrieb Platen hier die Tragikomödie „Der Schatz des Rhampsinit“. Heute ist das Gebäude als Gedenkstätte eingerichtet.
Im Waldgebiet der Solitude – der Einsamkeit – am Nordwestabhang des Burgberges, oberhalb des jüdischen Friedhofes, genossen viele Erlanger Romantiker im 19. Jahrhundert die freie Natur. Eine bekannte Attraktion war die Quelle an der Solitude, oberhalb der sich schon auf Bubenreuther Gebiet befindlichen Rudelsweiher, von der man gerne weiter zu den Gasthäusern und dem Aussichtsturm auf dem Rathsberg wanderte.
Das Gebiet der Solitude wird auch als Eisgrube bezeichnet. Im Winter, wenn die Eisdecke der Weiher mindestens 30 cm dick war, sägte man eine größere Platte aus, zog sie ans Ufer und zerschnitt sie in handelsübliche Blöcke, z. B. 60 × 20 × 110 cm. Die Eisblöcke wurden in ehemalige Steinbrüche (Eisgruben) in dieses sonnenarme und feuchte Waldgebiet gebracht und von den Bierbrauereien aufgekauft. In Felsenkellern gestapelt hielt sich das Eis bis in den nächsten Herbst hinein. Einige Bierkeller durchquerten früher auch den Burgberg und konnten das Eis direkt einführen.
Im Jahre 1928 wurde vom Corps Guestphalia „An den Kellern 45“ das neue Corpshaus eingeweiht, das an der Stelle des Birknerskeller steht und heute noch während der Bergkirchweih Treffpunkt vieler Studenten ist.
Unmittelbar östlich des Burgberggartens richtete der Reichspostmeister Ruprecht Wels ab 1770 einen terrassenartigen Gaststätten- und Vergnügungspark, den sogenannten Welsgarten ein. Dort gründete sich am 1. Dezember 1817 die Erlanger Burschenschaft. Eine Gedenktafel an der untersten Terrassenmauer erinnert an dieses Ereignis. Der Garten wurde zu Beginn des 20. Jahrhunderts parzelliert und mit Villen bebaut. Eine dieser Villen ist heute Sitz des Erlanger Musikinstituts.
Auch heute noch gilt der Burgberg als erste Adresse der Stadt und ist mit Villen und großzügigen Einfamilienhäusern bebaut.

## Burgbergtunnel

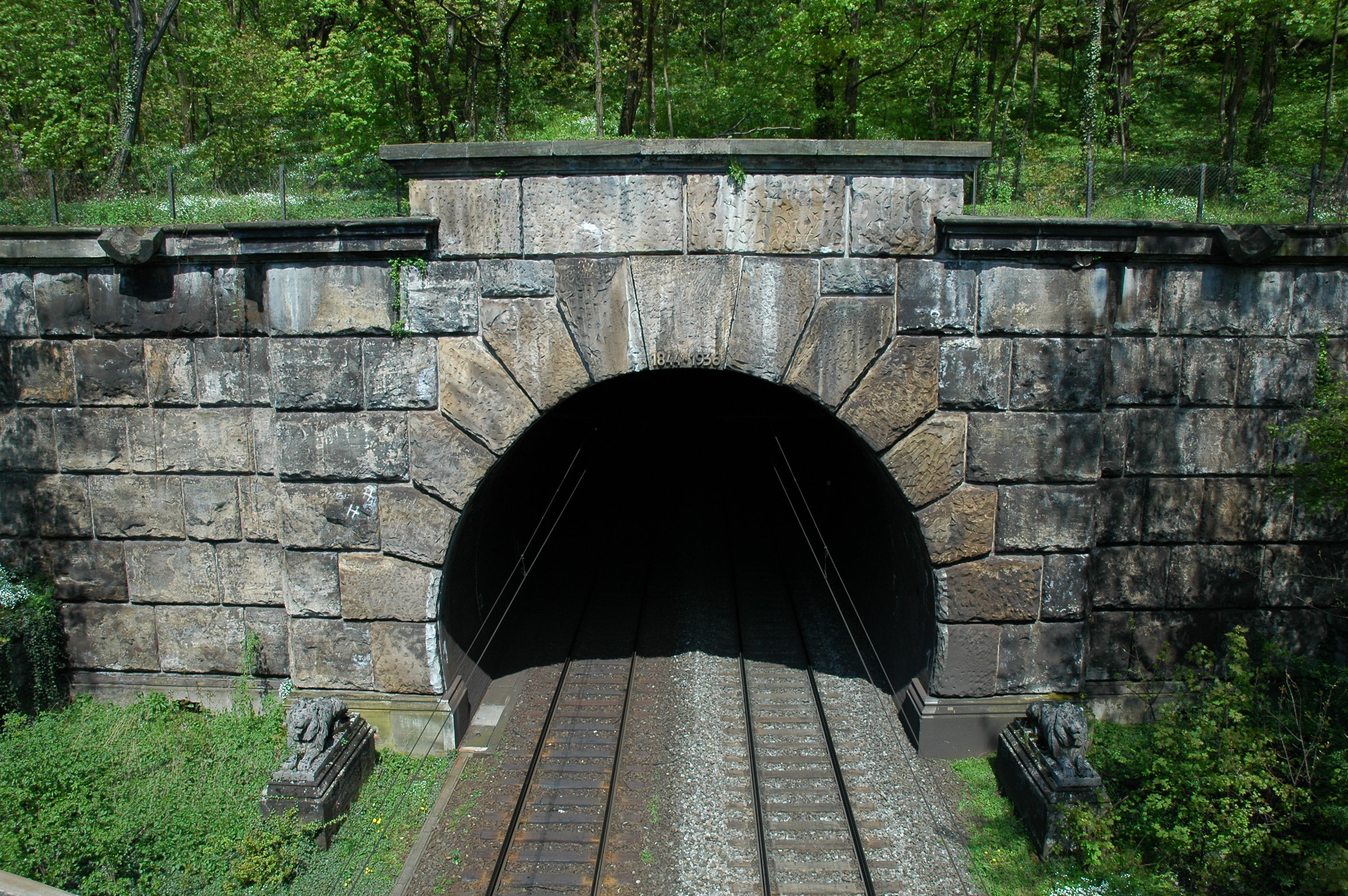
Südportal des Burgbergtunnels, April 2008

In dem von Süd nach Nord verlaufenden Regnitztal bildet der Burgberg durch seine Ost-West-Ausrichtung gleichsam einen Sperrriegel. Die Fernstraße Nürnberg-Bamberg sowie der Ludwig-Donau-Main-Kanal konnten auf der schmalen Talsohle zwischen der Regnitz und dem Westhang des Berges noch vorbeigeführt werden. Als 1844 die Bahnstrecke Nürnberg-Bamberg als Teil der Ludwig-Süd-Nord-Bahn gebaut wurde, war für eine Eisenbahntrasse kein Platz mehr. Deshalb entschied man sich zum Bau eines Tunnels durch den Burgberg, der zwischen 1841 und 1844 erfolgte. Es war der erste bayerische Eisenbahntunnel (Länge: 306,65 m).
Im Rahmen des viergleisigen Ausbaus der Bahnstrecke Nürnberg-Ebensfeld (VDE 8.1) wurde 2015 bis 2016 eine zweite Röhre neben dem Tunnel von 1844 errichtet. Bei einer maximalen Überdeckung von 38 Metern ist sie ebenfalls 306 Meter lang, um die historische Portalsituation zu erhalten.

## Weitere Denkmäler

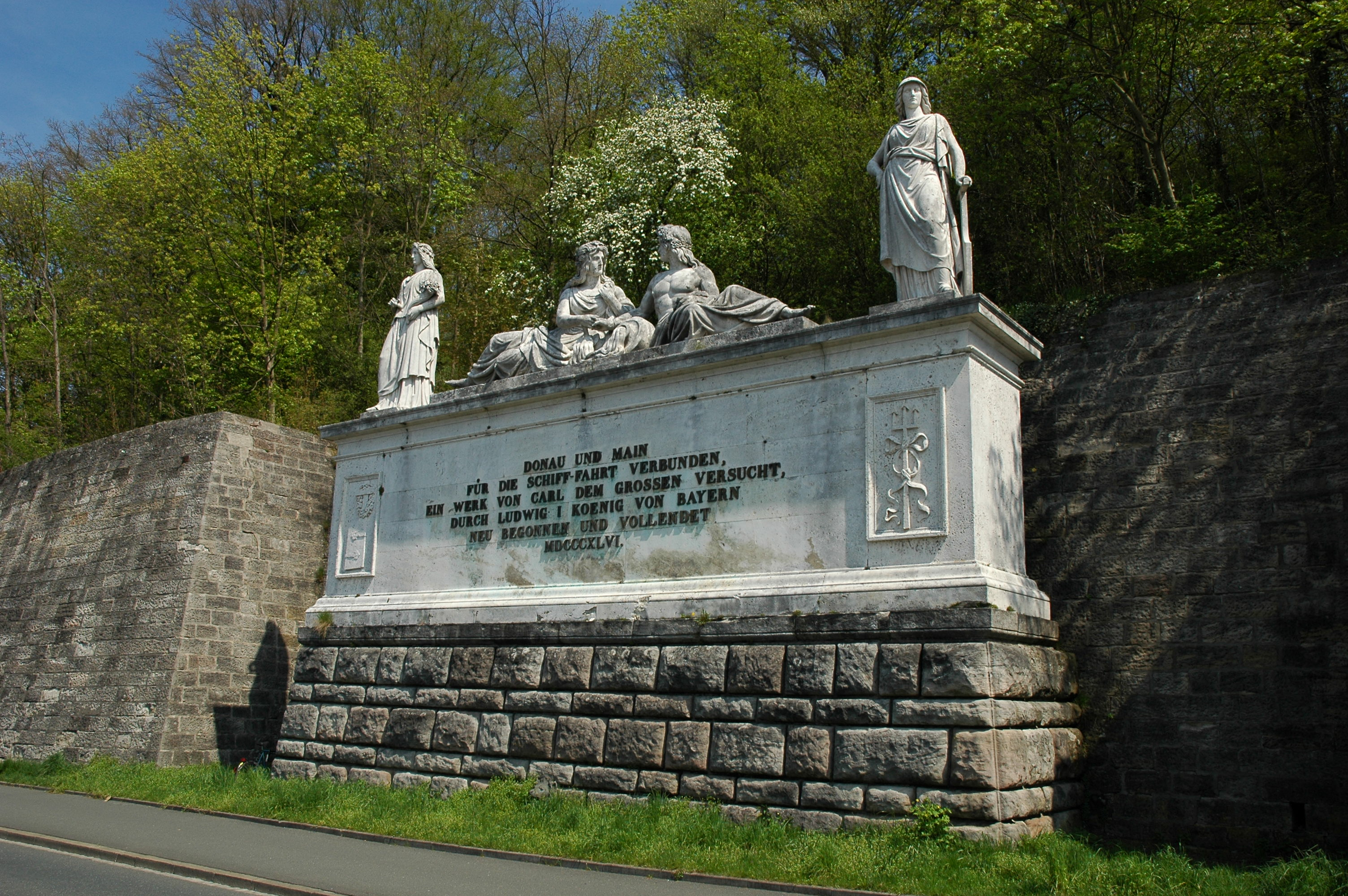
Das Kanaldenkmal, April 2008

Zur Einweihung des Ludwig-Donau-Main-Kanals im Jahr 1846 wurde an der Westseite des Burgbergs direkt über der Kanaltrasse das monumentale Kanaldenkmal errichtet. Entworfen hat es Leo von Klenze, der Entwurf ist von Ludwig Schwanthaler ausgeführt worden. Auf einem hohen Sockel stellt es die sich zugewandten Personifikationen von Main und Donau dar, eingerahmt von zwei Figuren, die Handel und Schifffahrt verkörpern. Es gilt als das bedeutendste Denkmal des 19. Jahrhunderts in Mittelfranken. Heute führen direkt vor ihm die A 73 sowie die Staatsstraße 2244 vorbei. Dadurch ist es in seiner Wirkung ganz erheblich beeinträchtigt.
Am Nordhang des Burgbergs ist 1891 der Jüdische Friedhof angelegt worden. Er überstand die Zeitläufte unbeschadet und dient heute wieder als Begräbnisstätte.
Der Wasserturm auf dem Burgberg wurde 1904 bis 1905 errichtet, um die Bebauung des „oberen Stadtteils“ mit Wasser versorgen zu können. Dem damaligen Zeitgeist entsprechend, wurde er in der Form eines Bergfrieds erbaut. Das markante 36 Meter hohe Bauwerk ist schon aus der Ferne zu sehen und gilt als eines der Wahrzeichen Erlangens. Der benachbarte Hochbehälter mit 4000 m3 Speichervolumen wurde 1956 gebaut.
Der Burgberggarten entstand 1972 aus der Zusammenlegung von vier älteren Gärten und umfasst heute eine Fläche von ca. 30.000 m². 1982 wurde er zum Skulpturengarten gestaltet. Im weitläufigen Gelände sind 17 Großplastiken Heinrich Kirchners aufgestellt. Der Garten steht seit 1989 unter Ensembleschutz.

## Historische Bilder

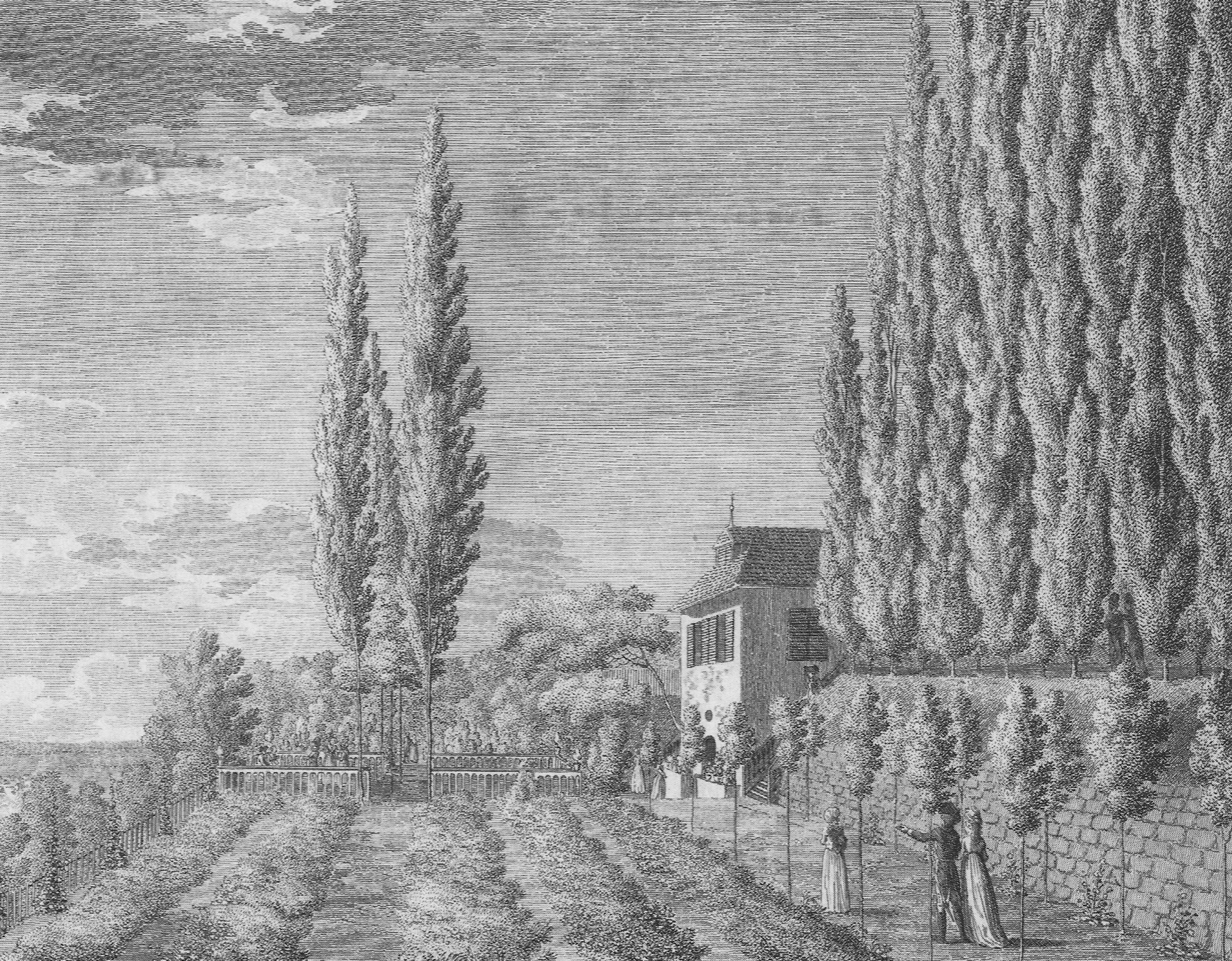
Der Welsgarten, 1797
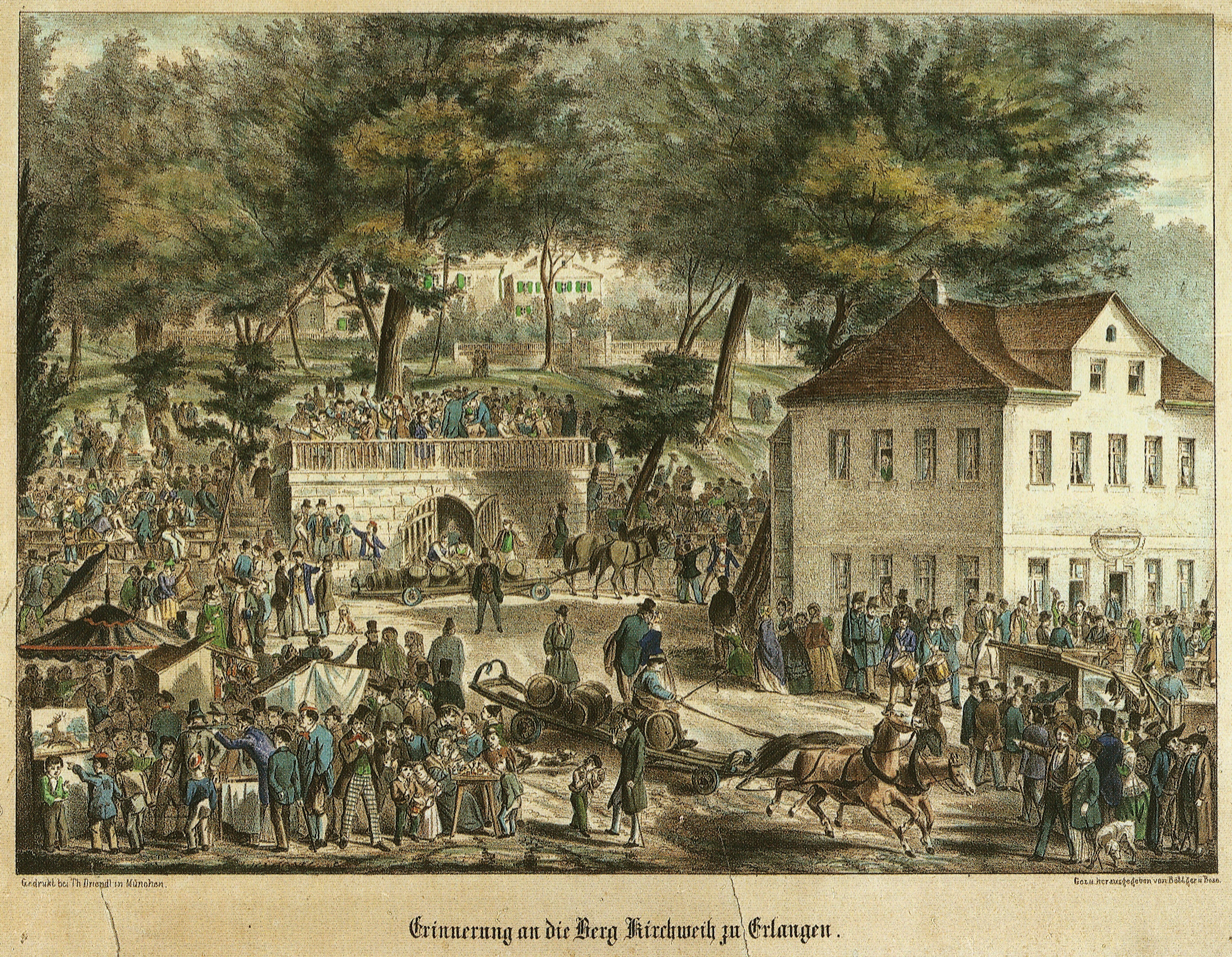
Die Bergkirchweih und das Altstädter Schießhaus, 1853
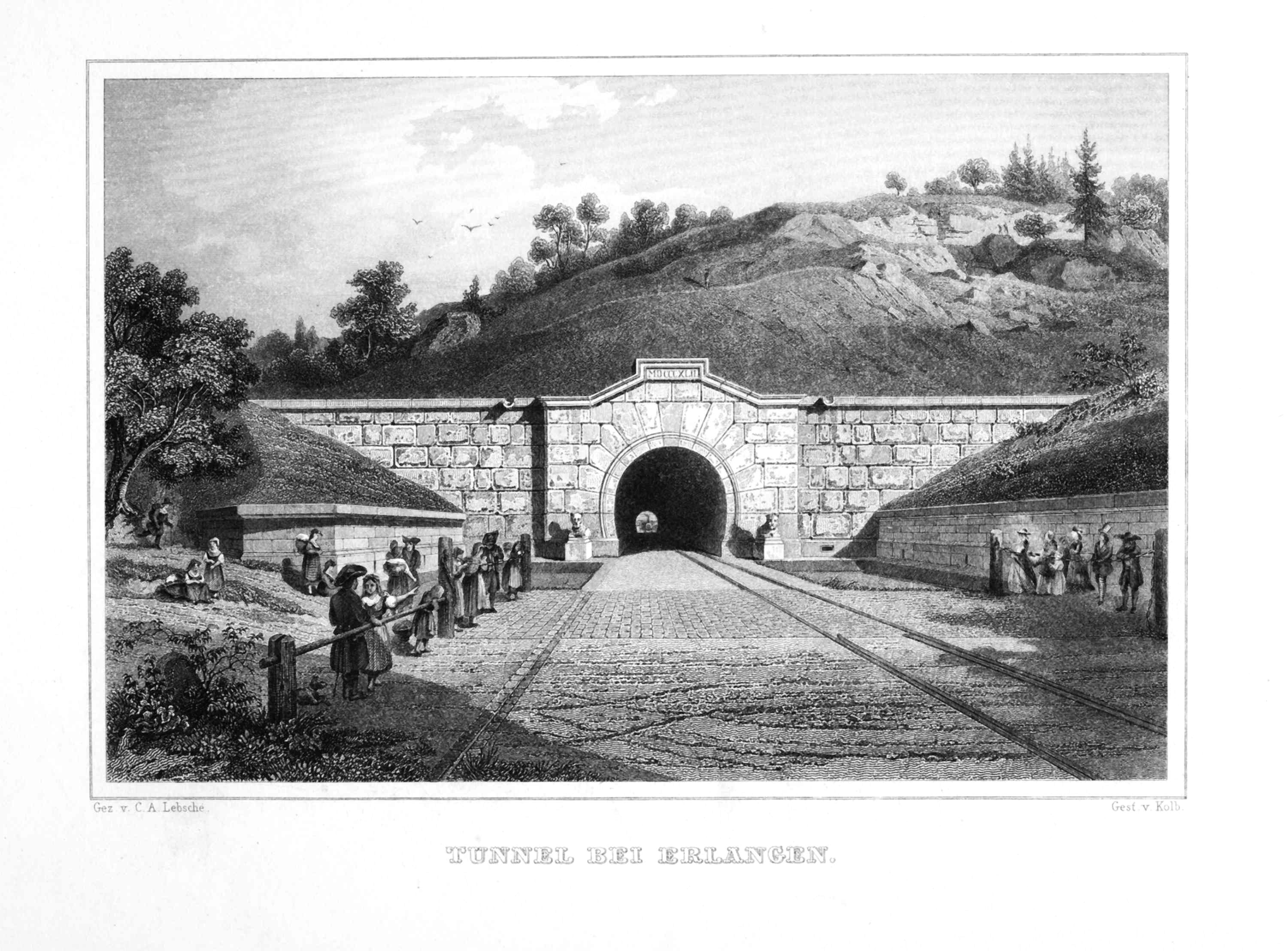
Das Südportal des Burgbergtunnels, Stahlstich von Carl August Lebschée, 1881
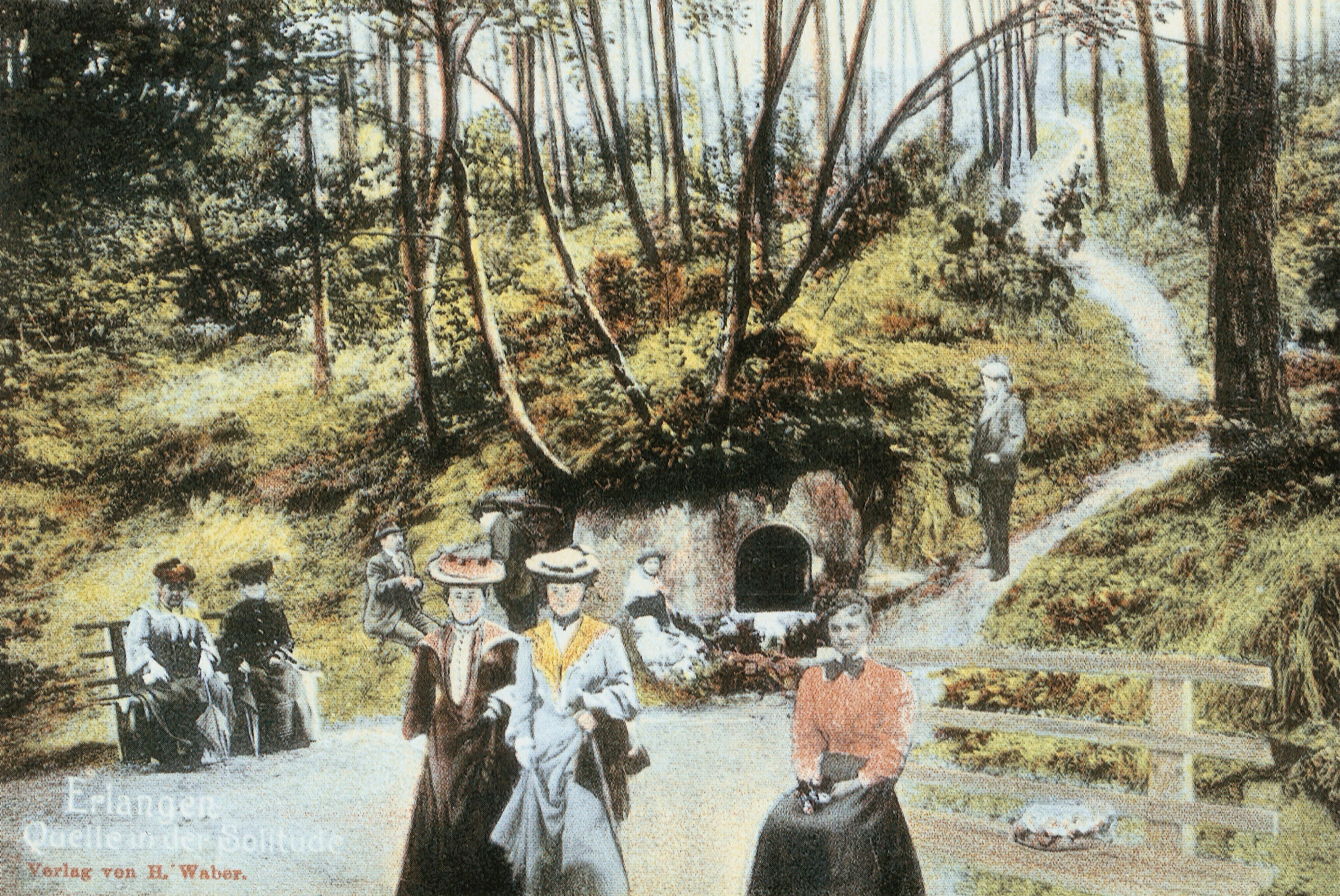
Die Quelle an der Solitude, um 1905
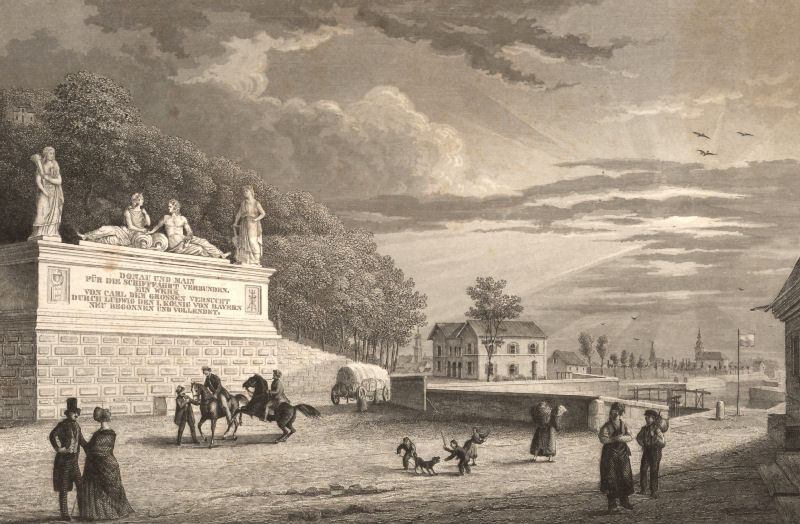
Kanaldenkmal in ursprünglicher Umgebung, 1845